# Volleyball Casalmaggiore 2023-2024
Questa voce raccoglie le informazioni riguardanti il Volleyball Casalmaggiore nelle competizioni ufficiali della stagione 2023-2024.

## Stagione
Nella stagione 2023-24 il Volleyball Casalmaggiore assume la denominazione sponsorizzata di Trasporti Pesanti Casalmaggiore nelle competizioni nazionale e VBC Saviola Casalmaggiore in quelle internazionali.
Partecipa per l'undicesima volta alla Serie A1; chiude la regular season di campionato al nono posto in classifica, non qualificandosi per i play-off scudetto.
La vittoria dei play-off Challenge Cup nell'annata precedente consentono al club di Casalmaggiore di partecipare alla Challenge Cup: viene eliminato nei trantaduesimi di finale a seguito della doppia sconfitta per 3-0 contro l'AGIL.

## Organigramma societario
Area direttiva
- Presidente: Massimo Boselli
- Team manager: Arianna Baccarini

Area tecnica
- Allenatore: Marco Musso (fino al 27 dicembre 2023), Lorenzo Pintus (da 28 dicembre 2023)
- Allenatore in seconda: Lorenzo Pintus (fino al 27 dicembre 2023), Michele Moroni (dal 28 dicembre 2023)

Area sanitaria
- Preparatore atletico: Maurizio Gardenghi
- Fisioterapista: Diego Marutti, Andrea Fellini, Ricky Ronzoni

## Rosa
| N° | Nome              | Ruolo | Data di nascita   | Nazionalità sportiva |
| -- | ----------------- | ----- | ----------------- | -------------------- |
| 3  | Elena Perinelli   | S     | 27 giugno 1995    | Italia               |
| 4  | Giorgia Avenia    | P     | 4 aprile 1994     | Italia               |
| 5  | Valentina Colombo | C     | 12 dicembre 2003  | Italia               |
| 7  | Juliët Lohuis     | C     | 10 settembre 1996 | Paesi Bassi          |
| 9  | Laura Melandri    | C     | 31 gennaio 1995   | Italia               |
| 10 | Linda Manfredini  | C     | 14 maggio 2006    | Italia               |
| 11 | Chiara De Bortoli | L     | 28 luglio 1997    | Italia               |
| 12 | Micha Hancock     | P     | 10 novembre 1992  | Stati Uniti          |
| 14 | Breana Edwards    | S     | 23 marzo 2000     | Stati Uniti          |
| 15 | Giorgia Faraone   | L     | 6 luglio 1994     | Italia               |
| 16 | Josephine Obossa  | O     | 20 maggio 1999    | Italia               |
| 17 | Malwina Smarzek   | O     | 3 giugno 1996     | Polonia              |
| 18 | Emma Cagnin       | S     | 26 giugno 2002    | Italia               |
| 21 | Roslandy Acosta   | S     | 25 febbraio 1992  | Venezuela            |
| 22 | Simone Lee        | S     | 7 settembre 1996  | Stati Uniti          |

## Mercato
| Acquisti                               | Acquisti          | Acquisti              | Acquisti   |
| R.                                     | Nome              | da                    | Modalità   |
| -------------------------------------- | ----------------- | --------------------- | ---------- |
| S                                      | Roslandy Acosta   | PFU BlueCats          | definitivo |
| P                                      | Giorgia Avenia    | Wealth Planet Perugia | definitivo |
| S                                      | Emma Cagnin       | Bergamo 1991          | definitivo |
| C                                      | Valentina Colombo | UYBA                  | definitivo |
| S                                      | Breana Edwards    | San Diego             | definitivo |
| L                                      | Giorgia Faraone   | Sant'Anna             | definitivo |
| P                                      | Micha Hancock     | Megavolley            | definitivo |
| C                                      | Linda Manfredini  | Idea Sassuolo         | definitivo |
| O                                      | Josephine Obossa  | Millenium Brescia     | definitivo |
| O                                      | Malwina Smarzek   | Osasco                | definitivo |
| Trasferimenti nel corso della stagione |                   |                       |            |
| S                                      | Simone Lee        | Sarıyer               | definitivo |

| Cessioni                               | Cessioni          | Cessioni            | Cessioni   |
| R.                                     | Nome              | a                   | Modalità   |
| -------------------------------------- | ----------------- | ------------------- | ---------- |
| O                                      | Courtney Buzzerio | Chamalières         | definitivo |
| P                                      | Lauren Carlini    | Aydın BB            | definitivo |
| S                                      | Alexandra Frantti | VakıfBank           | definitivo |
| O                                      | Linda Mangani     | Montecchio Maggiore | definitivo |
| O                                      | Adhuoljok Malual  | Pro Victoria        | definitivo |
| O                                      | Emilija Nikolova  | Grand Rapids Rise   | definitivo |
| S                                      | Rebecca Piva      | UYBA                | definitivo |
| C                                      | Benedetta Sartori | UYBA                | definitivo |
| P                                      | Francesca Scola   | Cuneo Granda        | definitivo |
| Trasferimenti nel corso della stagione |                   |                     |            |
| S                                      | Roslandy Acosta   | Trentino            | definitivo |
| S                                      | Breana Edwards    | Criollas de Caguas  | definitivo |
| C                                      | Laura Melandri    | Bergamo 1991        | definitivo |

## Risultati

### Serie A1

#### Girone di andata
| 1ª giornata - 7 ottobre 2023 PalaRadi, Cremona        | Casalmaggiore   | 2 - 3 | Bergamo 1991  | 25-20, 23-25, 23-25, 25-14, 11-15 |
| 2ª giornata - 15 ottobre 2023 PalaTerdoppio, Novara   | AGIL            | 3 - 1 | Casalmaggiore | 25-23, 25-21, 22-25, 25-20        |
| 3ª giornata - 22 ottobre 2023 PalaRadi, Cremona       | Casalmaggiore   | 3 - 0 | Trentino      | 25-22, 25-22, 25-13               |
| 4ª giornata - 29 ottobre 2023 PalaWanny, Firenze      | Savino Del Bene | 3 - 1 | Casalmaggiore | 25-18, 23-25, 25-14, 25-22        |
| 5ª giornata - 1º novembre 2023 PalaRadi, Cremona      | Casalmaggiore   | 0 - 3 | Cuneo Granda  | 24-26, 16-25, 19-25               |
| 6ª giornata - 5 novembre 2023 PalaWanny, Firenze      | Firenze         | 0 - 3 | Casalmaggiore | 11-25, 21-25, 20-25               |
| 7ª giornata - 12 novembre 2023 PalaRadi, Cremona      | Casalmaggiore   | 1 - 3 | UYBA          | 20-25, 16-25, 25-17, 24-26        |
| 8ª giornata - 18 novembre 2023 PalaRadi, Cremona      | Casalmaggiore   | 2 - 3 | Roma Club     | 25-22, 22-25, 26-28, 25-21, 13-15 |
| 9ª giornata - 26 novembre 2023 PalaVerde, Villorba    | Imoco           | 3 - 0 | Casalmaggiore | 27-25, 25-23, 25-17               |
| 10ª giornata - 3 dicembre 2023 Arena di Monza, Monza  | Pro Victoria    | 3 - 2 | Casalmaggiore | 24-26, 27-25, 25-18, 23-25, 15-2  |
| 11ª giornata - 9 dicembre 2023 PalaRadi, Cremona      | Casalmaggiore   | 0 - 3 | Pinerolo      | 18-25, 23-25, 21-25               |
| 12ª giornata - 16 dicembre 2023 PalaCampanara, Pesaro | Megavolley      | 3 - 0 | Casalmaggiore | 25-15 25-22 25-21                 |
| 13ª giornata - 23 dicembre 2023 PalaRadi, Cremona     | Casalmaggiore   | 1 - 3 | Chieri '76    | 17-25, 20-25, 25-23, 16-25        |

#### Girone di ritorno
| 14ª giornata - 26 dicembre 2023 PalaFacchetti, Treviglio                  | Bergamo 1991  | 3 - 1 | Casalmaggiore   | 25-23, 25-19, 19-25, 25-18        |
| 15ª giornata - 17 febbraio 2024 PalaRadi, Cremona                         | Casalmaggiore | 3 - 1 | AGIL            | 22-25, 25-23, 25-19, 26-24        |
| 16ª giornata - 13 gennaio 2024 PalaTrento, Trentino                       | Trentino      | 2 - 3 | Casalmaggiore   | 28-26, 26-24, 18-25, 19-25, 15-17 |
| 17ª giornata - 21 gennaio 2024 PalaRadi, Cremona                          | Casalmaggiore | 0 - 3 | Savino Del Bene | 22-25, 20-25, 17-25               |
| 18ª giornata - 28 gennaio 2024 PalaCastagnaretta, Cuneo                   | Cuneo Granda  | 1 - 3 | Casalmaggiore   | 21-25, 22-25, 25-20, 20-25        |
| 19ª giornata - 3 febbraio 2024 PalaRadi, Cremona                          | Casalmaggiore | 3 - 0 | Firenze         | 25-21, 34-32, 25-18               |
| 20ª giornata - 11 febbraio 2024 PalaPiantanida, Busto Arsizio             | UYBA          | 1 - 3 | Casalmaggiore   | 19-25, 25-21, 20-25, 22-25        |
| 21ª giornata - 24 febbraio 2024 Palazzetto dello Sport, Roma              | Roma Club     | 3 - 1 | Casalmaggiore   | 17-25, 25-23, 25-17, 25-22        |
| 22ª giornata - 2 marzo 2024 PalaRadi, Cremona                             | Casalmaggiore | 1 - 3 | Imoco           | 25-17, 15-25, 16-25, 19-25        |
| 23ª giornata - 6 marzo 2024 PalaRadi, Cremona                             | Casalmaggiore | 3 - 2 | Pro Victoria    | 25-18, 17-25, 25-21, 23-25, 15-13 |
| 24ª giornata - 10 marzo 2024 Palazzetto dello Sport, Villafranca Piemonte | Pinerolo      | 1 - 3 | Casalmaggiore   | 15-25, 25-15, 14-25, 19-25        |
| 25ª giornata - 16 marzo 2024 PalaRadi, Cremona                            | Casalmaggiore | 3 - 1 | Megavolley      | 21-25, 25-19, 25-12, 25-16        |
| 26ª giornata - 24 marzo 2024 PalaMaddalene, Chieri                        | Chieri '76    | 3 - 0 | Casalmaggiore   | 25-18, 25-15, 25-21               |

### Challenge Cup
| Trentaduesimi di finale (andata) - 12 ottobre 2023 PalaTerdoppio, Novara | AGIL          | 3 - 0 | Casalmaggiore | 25-21, 25-22, 25-16 |
| Trentaduesimi di finale (ritorno) - 19 ottobre 2023 PalaFarina, Viadana  | Casalmaggiore | 0 - 3 | AGIL          | 15-25, 18-25, 23-25 |

## Statistiche

### Statistiche di squadra
| Competizione  | Punti | In casa | In casa | In casa | In trasferta | In trasferta | In trasferta | Totale | Totale | Totale |
| Competizione  | Punti | G       | V       | P       | G            | V            | P            | G      | V      | P      |
| ------------- | ----- | ------- | ------- | ------- | ------------ | ------------ | ------------ | ------ | ------ | ------ |
| Serie A1      | 31    | 13      | 5       | 8       | 13           | 5            | 8            | 26     | 10     | 16     |
| Challenge Cup | -     | 1       | 0       | 1       | 1            | 0            | 1            | 2      | 0      | 2      |
| Totale        | -     | 14      | 5       | 9       | 14           | 5            | 9            | 28     | 10     | 18     |

G = partite giocate; V = partite vinte; P = partite perse

### Statistiche dei giocatori
| Giocatore     | Serie A1 | Serie A1 | Serie A1 | Serie A1 | Serie A1 | Chellange Cup | Chellange Cup | Chellange Cup | Chellange Cup | Chellange Cup | Totale | Totale | Totale | Totale | Totale |
| Giocatore     | P        | PT       | AV       | MV       | BV       | P             | PT            | AV            | MV            | BV            | P      | PT     | AV     | MV     | BV     |
| ------------- | -------- | -------- | -------- | -------- | -------- | ------------- | ------------- | ------------- | ------------- | ------------- | ------ | ------ | ------ | ------ | ------ |
| R. Acosta     | 8        | 49       | 43       | 5        | 1        | 2             | 10            | 9             | 1             | 0             | 10     | 59     | 52     | 6      | 1      |
| G. Avenia     | 19       | 10       | 8        | 1        | 1        | 2             | 2             | 0             | 2             | 0             | 21     | 12     | 8      | 3      | 1      |
| E. Cagnin     | 25       | 96       | 84       | 4        | 8        | 2             | 9             | 9             | 0             | 0             | 27     | 105    | 93     | 4      | 8      |
| V. Colombo    | 16       | 13       | 7        | 4        | 2        | 1             | 0             | 0             | 0             | 0             | 17     | 13     | 7      | 4      | 2      |
| C. De Bortoli | 26       | 0        | 0        | 0        | 0        | 2             | 0             | 0             | 0             | 0             | 28     | 0      | 0      | 0      | 0      |
| B. Edwards    | 10       | 59       | 49       | 7        | 3        | 2             | 4             | 4             | 0             | 0             | 12     | 63     | 53     | 7      | 3      |
| G. Faraone    | 14       | 0        | 0        | 0        | 0        | 2             | 0             | 0             | 0             | 0             | 16     | 0      | 0      | 0      | 0      |
| M. Hancock    | 25       | 85       | 42       | 11       | 32       | 1             | 3             | 1             | 2             | 0             | 26     | 88     | 43     | 13     | 32     |
| S. Lee        | 16       | 250      | 226      | 18       | 6        | -             | -             | -             | -             | -             | 16     | 250    | 226    | 18     | 6      |
| J. Lohuis     | 26       | 229      | 147      | 55       | 27       | 2             | 15            | 8             | 5             | 2             | 28     | 244    | 155    | 60     | 29     |
| L. Manfredini | 26       | 135      | 100      | 10       | 25       | 2             | 3             | 3             | 0             | 0             | 28     | 138    | 103    | 10     | 25     |
| L. Melandri   | 2        | 9        | 7        | 2        | 0        | 2             | 6             | 5             | 1             | 0             | 4      | 15     | 12     | 3      | 0      |
| J. Obossa     | 21       | 57       | 49       | 1        | 7        | 2             | 3             | 3             | 0             | 0             | 23     | 60     | 52     | 1      | 7      |
| E. Perinelli  | 26       | 228      | 205      | 9        | 14       | 2             | 7             | 6             | 0             | 1             | 28     | 235    | 211    | 9      | 15     |
| M. Smarzek    | 26       | 451      | 397      | 38       | 16       | 2             | 19            | 17            | 1             | 1             | 28     | 470    | 414    | 39     | 17     |

P = presenze; PT = punti totali; AV = attacchi vincenti; MV = muri vincenti; BV = battute vincenti